# بييرو فيفانكو
بييرو فيفانكو (بالإسبانية: Piero Vivanco)‏ هو لاعب كرة قدم بيروفي في مركز الوسط، ولد في 17 يناير 2000 في ليما في بيرو. لعب مع هواتشيباتو.

## وصلات خارجية
- بييرو فيفانكو على موقع قاعدة بيانات كرة القدم.إي يو (الإنجليزية)
- بييرو فيفانكو على موقع Soccerway.com (الإنجليزية)